# 줄리오 안드라데

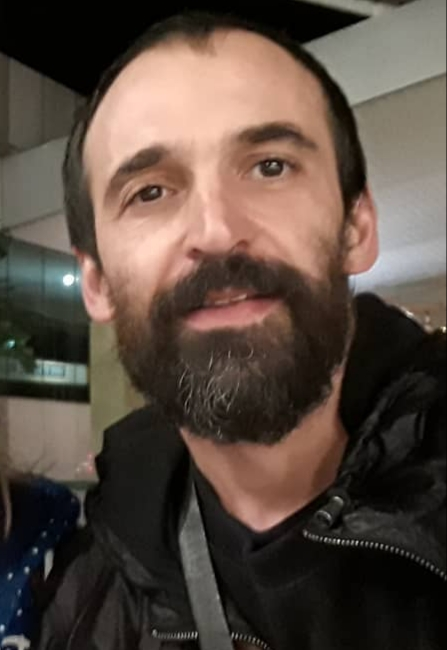

줄리오 안드라데(Júlio Andrade, 1976년 10월 8일 ~ )는 브라질의 배우, 영화배우, 텔레비전 배우이다.
포르투알레그리에서 태어났다.

## 영화
- 언더 프레셔 (2016년)
- 월풀 (2016년)
- 엘리스 헤지나 (2016년) - 레니 데일 역
- 오브라 (2014년)
- 파울로 코엘료 (2014년)
- 비트윈 어스 (2013년)
- 더 타임 앤 턴 오브 아우구스토 마트라가 (2011년)
- 미라 (2009년)
- 복사 가게 소년 (2003년)